# Maria Thorisdottir
Maria Thorisdottir (islandsk: Maria Þórisdóttir) (født 5. juni 1993) er en kvindelig norsk fodboldspiller, der spiller som forsvar for Manchester United i FA Women's Super League og Norges kvindefodboldlandshold, siden 2015. 

## Karriere
Hun har tidligere spillet for Klepp IL i Toppserien, indtil hun i September 2017, skiftede til den engelske topklub Chelsea. I januar 2021 skiftede hun til Manchester United, hvor hun underskrev en kontrakt for to og et halvt år.

## Baggrund
Hende far er den norske kvindelandsholdstræner i håndbold, Thorir Hergeirsson, der oprindeligt er fra Island. Hun har tidligere selv fortid i håndbold, da hun har spillet i Stabæk Håndball og Sola HK i Eliteserien.